# Atban Klann
Atban Klann, ou A Tribe Beyond a Nation, est un groupe de hip-hop américain, originaire de Los Angeles, en Californie. Le groupe se compose de deux des membres (Will 1X et apl.de.ap) fondateurs des Black Eyed Peas.

## Biographie
Atban Klann est signé au label Ruthless Records en 1992 et dont leur début sur l'EP d'Eazy-E, 5150: Home 4 tha Sick, plus particulièrement sur la chanson Merry Muthaphuckkin' Xmas. Peu après, le duo publie son premier album, Grass Roots le 6 octobre 1992 ; cependant, l'album est retiré peu après sa publication. Grass Roots est distribué par Relativity Records et produit par Will 1X sous le nom de DJ Motiv8. Deux ans plus tard, le groupe publie son premier single extrait de l'album, Puddles of H2O.
Le duo tente de rester à leur ancien label Ruthless qui veut les renvoyer après le décès d'Eazy-E en 1995. Will 1X changera de nom pour will.i.am et Atban Klann recrutera Taboo puis Fergie avant de former The Black Eyed Peas.

## Discographie
- 1992 : Grass Roots